# Pseudopanurgus ventralis
Pseudopanurgus ventralis là một loài Hymenoptera trong họ Andrenidae. Loài này được Timberlake mô tả khoa học năm 1975.